# Podsused
Podsused (régi magyar nevén Szomszédváralja) Zágráb Podsused – Vrapče városnegyedének része Horvátországban.

## Fekvése
Zágráb belvárosától 10 km-re nyugatra fekszik.

## Története
Ősidők óta lakott hely, területén megtalálták a kőkori és a bronzkori települések nyomait is. A rómaiak követ bányásztak itt és a Száván szállították a környező vidékekre. Szomszédvár várát Károly Róbert rendeletére kezdték építeni. A vár eredetileg az Acsa nemzetségé volt, 1322-ben már királyi vár. 1345-ben a Tót családé lett, majd házassággal 1442-ben Cernin Henning szerezte meg. A 16. században Tahy Ferenc volt a birtokosa. Ebben az időben Lika-Korbva megye területéről nagyszámú a török elől menekülő horvát lakosság érkezett ide.
A trianoni békeszerződésig Zágráb vármegye Szamobori járásához tartozott. Ma Zágráb részeként lakosainak száma 42 360.

## Látnivalók
Határában állnak Szomszédvár (Susedgrad) romjai.

## Külső hivatkozások
Szomszédvár története és leírása